# جائزة الملتقى للقصة القصيرة العربية
جائزة المُلتقى للقصة القصيرة العربية جائزة أدبية كويتية تأسست عام 2015م، وذلك بشراكة بين الملتقى الثقافي والجامعة الأمريكية في الكويت، وتُمنح لمجموعة قصصية واحدة منشورة ورقياً باللغة العربية، ويرأس مجلس أمناء جائزة الملتقى للقصة القصيرة العربية الكاتب الكويتي طالب الرفاعي.

## قيمة الجائزة
- يحصل الفائز بالجائزة على 20 ألف دولار أمريكي مع درع وشهادة، كما يمنح كتاب القائمة القصيرة الأربعة جائزة بقيمة 5 آلاف دولار مع درع وشهادة.[5]

## الفائزون بجائزة الملتقى
| الدورة              | الفائز       | الدولة | المجموعة القصصية         |
| ------------------- | ------------ | ------ | ------------------------ |
| الدورة الأولى 2016  | مازن معروف   | فلسطين | نكات للمسلّحين            |
| الدورة الثانية 2017 | شهلا العجيلي | سوريا  | سرير بنت الملك           |
| الدورة الثالثة 2018 | ضياء جبيلي   | العراق | لا طواحين هواء في البصرة |
| الدورة الرابعة 2019 | شيخة حليوى   | فلسطين | الطلبية C345             |
| الدورة الخامسة 2023 | أنيس الرافعي | المغرب | سيرك الحيوانات المتوهمة  |
| الدورة السادسة 2024 | سمير الفيل   | مصر    | دمى حزينة                |
| الدورة السابعة 2025 | نجمة إدريس   | الكويت | كنفاه.                   |